# Heterusia rubrimarmorata
Heterusia rubrimarmorata là một loài bướm đêm trong họ Geometridae.